# Denis Bećirović
Denis Bećirović (n.  ?) este un politician, profesor și istoric bosniac, care ocupă funcția de al 8-lea și actual membru bosniac al Președinției Bosniei și Herțegovinei din 2022. Anterior, Bećirović a fost membru al Camerei Poporului din Parlamentul național între 2019 și 2022. De asemenea, este vicepreședinte al Partidului Social Democrat.

## Biografie
Născut la Tuzla, Bećirović a absolvit Universitatea orașului în 1998. În anul 2000, s-a înscris la studii postuniversitare la Facultatea de Științe Umaniste a Universității din Sarajevo. Înainte de a se angaja în politică, Bećirović a fost profesor de istorie la o școală generală din Tuzla. Între 1998 și 2002, a lucrat la Liceul Economic din orașul său natal.
Bećirović este membru al Partidului Social Democrat din 1993. În 1998, a devenit membru al Parlamentului Federal. Doi ani mai târziu, a intrat în Adunarea Cantonală din Tuzla și a fost numit membru al Camerei Poporului Federale. La alegerile generale din 2006, Bećirović a fost ales în Camera Reprezentanților la nivel național. La alegerile generale din 2018, a candidat pentru un loc în Președinția Bosniei și Herțegovinei ca membru bosniac, dar nu a fost ales. Ulterior, a devenit membru al Camerei Poporului la nivel național.
La alegerile generale din 2022, Bećirović a candidat din nou pentru un loc în Președinție ca membru bosniac și a fost ales, învingându-l pe fostul membru al Președinției, Bakir Izetbegović. Bećirović a depus jurământul ca membru al Președinției la 16 noiembrie 2022.

## Educație
Bećirović a absolvit în 1998 Facultatea de Științe Umane a Universității din Tuzla. În 2000, s-a înscris la studii postuniversitare la Facultatea de Științe Umane a Universității din Sarajevo. Și-a susținut teza de masterat în 2004, iar doctoratul în 2010, la aceeași facultate din Sarajevo.

## Carieră
Bećirović s-a alăturat Partidului Social-Democrat în 1993 și a deținut mai multe funcții în cadrul acestuia. Înainte de a se angaja în politică, Bećirović a fost profesor de istorie la o școală primară din orașul natal, Tuzla, iar între 1998 și 2002 a lucrat la Liceul Economic din același oraș. Din 2010, este lector universitar la Facultatea de Științe Umane din Tuzla. În 1998, Bećirović a devenit membru al Parlamentului Federal. Doi ani mai târziu, în urma alegerilor parlamentare din 2000, a intrat în Adunarea Cantonală Tuzla și în Camera Poporului a Parlamentului Federal.
La alegerile generale din 2002, Bećirović a fost reales în Adunarea Cantonală, iar patru ani mai târziu, la alegerile din 2006, a devenit membru al Camerei Reprezentanților a Parlamentului Bosniei și Herțegovinei. Și-a reînnoit mandatul în alegerile generale din 2010. La scrutinul din 2014, Bećirović a obținut al treilea mandat consecutiv în Parlamentul național.
La alegerile generale din 2018, Bećirović a candidat pentru un loc în Președinția Bosniei și Herțegovinei ca membru bosniac, însă nu a fost ales, obținând 33,53% din voturi, în timp ce Šefik Džaferović, candidatul Partidului Acțiunii Democrate, a fost ales cu 36,61% din voturi. În februarie 2019, în urma alegerilor, Bećirović a fost numit membru al Camerei Popoarelor din Parlamentul Bosniei și Herțegovinei.

## Președinția

### Alegerile generale din 2022
Coaliția liberală formată din trei partide – Partidul Social-Democrat, Partidul Poporului și Justiției și Partidul Nostru – cunoscută sub numele de Troika, sprijinită suplimentar de Uniunea pentru un Viitor Mai Bun și Uniunea Populară Europeană, a anunțat candidatura lui Bećirović la alegerile generale din Bosnia pe 21 mai 2022, acesta candidând din nou pentru funcția de membru al Președinției din partea bosniacilor.
La alegerile generale din 2 octombrie 2022, Bećirović a fost ales în Președinție, obținând 57,37% din voturi. Candidatul Partidului Acțiunii Democrate și fost membru bosniac al Președinției, Bakir Izetbegović, s-a clasat al doilea cu 37,25%.

### Politică internă
Bećirović a depus jurământul ca membru al Președinției pe 16 noiembrie 2022, alături de nou aleasa membră Željka Cvijanović și de membrul reales Željko Komšić.
După alegerile generale din 2022, o coaliție condusă de Alianța Social-Democraților Independenți, Uniunea Democrată Croată și Troika a ajuns la un acord privind formarea unui nou guvern, desemnând-o pe Borjana Krišto ca nouă președintă a Consiliului Miniștrilor. Președinția a nominalizat-o oficial pe Krišto ca președintă desemnată pe 22 decembrie; Bećirović și Cvijanović au votat pentru, în timp ce Komšić a votat împotrivă. Bećirović a declarat după vot că „Este timpul să oferim o șansă dezvoltării, cooperării și dialogului în Bosnia și Herțegovina” și că „Cetățenii și popoarele Bosniei nu mai trebuie să fie ținuți ostatici ai blocajelor permanente, șantajului și certurilor”.
Pe 27 iunie 2023, Adunarea Națională a Republicii Srpska a votat pentru suspendarea hotărârilor Curții Constituționale a Bosniei și Herțegovinei și pentru oprirea publicării decretele și legile Înaltului Reprezentant în jurnalul oficial. Bećirović a cerut ulterior Înaltului Reprezentant să sancționeze președintele Republicii Srpska, Milorad Dodik, și pe aliații săi pentru derogarea acordului de pace.

### Politica externă

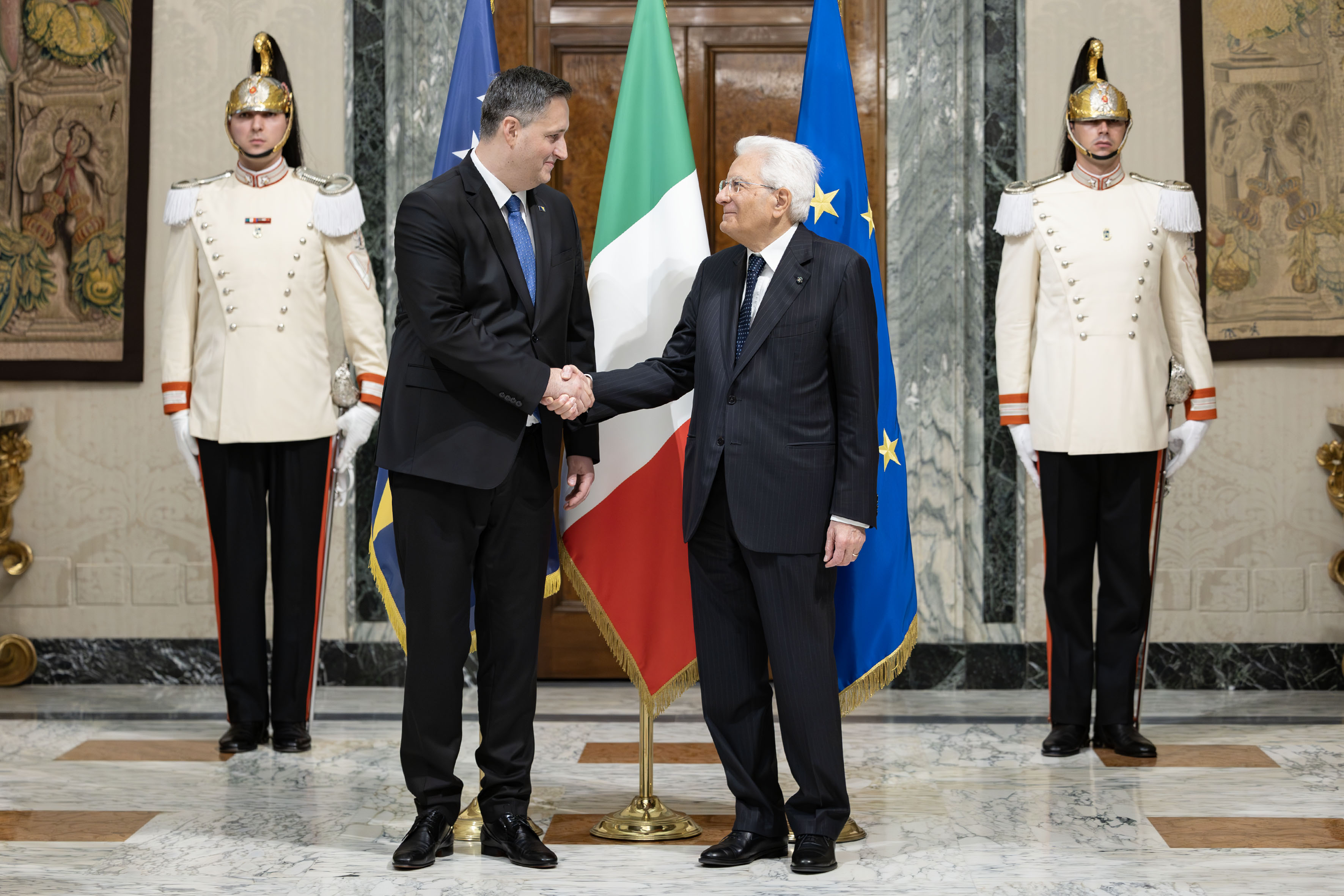
Bećirović îl salută pe președintele Italiei, Sergio Mattarella, pe 2 iulie 2024.

Pe 4 iulie 2023, Bećirović s-a întâlnit cu prim-ministrul britanic Rishi Sunak în cadrul unei vizite oficiale în Regatul Unit. Aceștia au discutat despre relațiile bilaterale între Bosnia și Herțegovina și Regatul Unit, implementarea reformelor economice, consolidarea democrației și reformarea statului de drept. În octombrie 2023, el s-a întâlnit cu Papa Francisc la Vatican.
După ce Adunarea Generală a Națiunilor Unite a desemnat 11 iulie ca Ziua Internațională anuală de Reflectare și Comemorare a Genocidului din Srebrenica din 1995, în mai 2024, Bećirović a susținut decizia, declarând că adevărul și justiția au învins.

#### Uniunea Europeană
La 15 decembrie 2022, Bosnia și Herțegovina a fost recunoscută de Uniunea Europeană ca țară candidată pentru aderare, în urma deciziei Consiliului European, decizie susținută ferm de Bećirović.
La 8 februarie 2024, Președinția Bosniei și Herțegovinei a adoptat în unanimitate decizia de a începe negocierile cu Frontex, una dintre condițiile-cheie ale țării pentru deschiderea negocierilor de aderare la UE. La 21 martie 2024, în cadrul unui summit desfășurat la Bruxelles, toți cei 27 de lideri ai Uniunii Europene, reprezentând Consiliul European, au fost de acord în unanimitate cu deschiderea negocierilor de aderare a Bosniei și Herțegovinei, după ce Consiliul de Miniștri a adoptat încă două legi europene. Negocierile urmează să înceapă după implementarea altor reforme necesare.

## Viață personală
Denis este căsătorit cu Mirela Bećirović, iar împreună au doi copii. Ei locuiesc în Tuzla.